# Woodbridge, Connecticut
Woodbridge este un oraș în comitatul New Haven, Connecticut, Statele Unite ale Americii. Populația localității era de 8.990 de locuitori la recensământul din 2010. Aici locuiesc o mare parte din profesorii care predau la Universitatea Yale. Centrul orașului este înscris în Registrul Național al Locurilor Istorice ca Woodbridge Green Historic District.

## Istoric
Woodbridge s-a desprins din teritoriul localităților New Haven și Milford și a devenit în 1739 o așezare independentă, care a purtat inițial numele „Amity”. În 1742 pastorul Benjamin Woodbridge a fost repartizat în Amity, iar orașul modern a primit mai târziu numele său. Woodbridge a devenit o comunitate încorporată în 1784.
În 1661 orașul a fost locul uneia dintre ascunzătorile regicizilor - două persoane (Edward Whalley și ginerele său, William Goffe) care au semnat condamnarea la moarte a regelui Carol I al Angliei. Ruinele ascunzătorii lor se află în apropiere de creasta West Rock, care delimitează marginea estică a orașului.
Thomas Darling (1720-1789), un profesor la Yale College, care a devenit mai târziu antreprenor în New Haven, s-a mutat în oraș în anul 1774. Casa lui adăpostește acum Muzeul Memorial Darling, administrat de Amity & Woodbridge Historical Association. Fermele vechi din Woodbridge erau situate pe valea West River.
În epoca modernă Woodbridge a suferit o suburbanizare semnificativă.

## Geografie
Potrivit United States Census Bureau, orașul are o suprafață totală de 19,2 square milei (50 km2), din care 18,8 square milei (49 km2) este uscat și 0,4 square milei (1,0 km2) este apă. Suprafața totală a apei este de 2,03%.
Orașele învecinate sunt Bethany la nord, Hamden la est, New Haven la sud-est, Orange la sud și Derby, Ansonia și Seymour la vest.

## Personalități
- Guido Calabresi, judecător la Curtea de Apel a SUA a celui de-al Doilea Circuit și profesor la Yale Law School.
- Charles Edward Clark, jurist și politician.
- David Gelernter, profesor de informatică la Universitatea Yale.
- Suzanne Greco, afaceristă americană.
- Boone Guyton, om de afaceri și pilot de încercare în cel de-al Doilea Război Mondial.
- John Hollander, poet și critic literar.
- Bun Lai, bucătar premiat, autor de cărți de bucate.
- David Aaron Kessler, medic și fost comisar FDA.
- Jeremy Leven, scenarist, regizor, producător de film și romancier.
- Jonathan Mostow, regizor de film, producător, scenarist.
- Paul Roessler, muzician, compozitor și producător.
- Tarek Saleh, jucător de fotbal american.
- Louise Shaffer, actriță și scenaristă.
- Bernie S. Siegel, chirurg pediatru.
- Maury Yeston, compozitor și textier al unor spectacole de pe Broadway, câștigător al premiului Tony.

## Legături externe
- Site web oficial
- Woodbridge Historical Society